# Tom Van Imschoot
Tom Van Imschoot (Tienen, 4 settembre 1981) è un allenatore di calcio ed ex calciatore belga, di ruolo centrocampista.